# بيت من ورق (فلم)
بيت من ورق فيلم روائي قصير من إخراج هاني أبو أسعد وإنتاج رشيد مشهراوي عام 1992. فيلم ملون مدته 28 دقيقة، شارك في التميثل مجموعة من الفنانين والفنانات منهم سلوى نقارة وسليم ضو وسامية بكري وطارق قبطي وروحي عبادي. نال الفيلم جائزة أحسن فيلم قصير في بينالي السينما العربية للأفلام الوثائقية في معهد العالم العربي في باريس عام 1994.

## قصة الفيلم
يروي الفيلم قصة خالد الطفل الذي لا يتجاوز عمره 13 عاماً وهو يحلم ببناء بيته الخاص بعد مشاهدة تدمير منزل أهله، فيبدأ لعبة إنشاء بيت مع أخيه وأصدقاءه والبحث عن المواد اللازمة من أماكن مختلفة.